# Edyta Tamošiūnaitė
Edyta Tamošiūnaitė (lit. Edita Tamošiūnaitė, ur. 28 lutego 1976 w Jawniunach) – litewska nauczycielka, urzędnik samorządowa i państwowa narodowości polskiej, w latach 2013–2014 wiceminister edukacji i nauki. W latach 2017–2023 wicemer Wilna reprezentująca polską społeczność, od 2023 wicemer rejonu wileńskiego. 

## Życiorys
W 1998 ukończyła studia licencjackie w zakresie filologii litewskiej na Wydziale Filologicznym Uniwersytetu Wileńskiego, zaś w 2004 studia magisterskie w zakresie nauk edukacyjnych na Wydziale Pedagogiczno-Psychologicznym Wileńskiego Uniwersytetu Pedagogicznego. W 2011 uzyskała dyplom magistra na Wydziale Administracji Publicznej Uniwersytetu Michała Römera.
Od 1998 do 2001 uczyła języka litewskiego w Szkole Średniej w Mejszagole. W 2002 została dyrektorem Gimnazjum im. Ferdynanda Ruszczyca w Rudominie. Od 2007 do 2013 pracowała w Administracji Samorządu Miasta Wilna, gdzie w latach 2007–2009 pełniła funkcję zastępcy dyrektora Departamentu Kultury i Edukacji, od 2009 do 2011 kierowała Wydziałem Kultury Fizycznej i Sportu w Departamencie Kultury, Sportu i Turystyki, a od 2011 była zastępcą dyrektora administracji.
11 stycznia 2013 objęła stanowisko wiceministra edukacji i nauki z rekomendacji Akcji Wyborczej Polaków na Litwie. Funkcję sprawowała do czasu wyjścia AWPL z koalicji rządzącej. 11 października 2017 została wybrana wicemerem Wilna, po tym jak ze stanowiska został zdymisjonowany przedstawiciel konserwatystów. Funkcję pełniła do kwietnia 2023, utrzymała jednak mandat radnej stołecznej na kolejną kadencję. Po jej odejściu z funkcji wicemera Wilna wysunięto jej kandydaturę na jednego z wicemerów rejonu wileńskiego w administracji kierowanej przez Roberta Duchniewicza. Pracę na tym stanowisku rozpoczęła 19 czerwca 2023.
Na wiosnę 2023 stała się jedną z bohaterek tzw. afery kwitowej, która uderzyła w litewską elitę polityczną i doprowadziła do kryzysu politycznego w kraju. 